# Бурдаков, Павел Васильевич
Бурдаков Павел Васильевич (23 декабря 1906 — 13 января 1981) — советский политработник военно-морского флота, контр-адмирал (27 января 1951).

## Биография
Родился 23 декабря 1906 г. в д. Мостовая Сольвычегодского района Архангельской области. Окончил губернскую совпартшколу в Великом Устюге в 1927 г. Работал в колхозе.
Призван Котласским городским военкоматом 21 октября 1928 г. в ВМФ СССР. До мая 1929 г. обучался в Кронштадтской машинной школе по классу турбинистов, после окончания которой направлен машинистом эсминца «Карл Либкнехт». С апреля 1930 г. командир отделения роты инструкторов Управления образования Морских сил Балтийского моря. С августа по декабрь 1930 г. обучался на курсах командиров запаса по механическим специальностям при Управлении образования Морских сил балтийского моря, после которых назначен командиром отделения машинистов СКР «Вихрь». В 1930 г. вступил в ВКП(б). С октября 1931 г. политрук линкора «Октябрьская революция». С ноября 1932 г. инструктор политотдела бригады линкоров Морских сил балтийского моря. С 1932 по 1934 гг. заочно закончил два курса Военно-политической академии им. Н. Г. Толмачева. С декабря 1933 г. ответственный секретарь бюро ВКП(б) парторганизации линкора «Октябрьская революция». С апреля 1935 г. военком подводной лодки «Л-1». С августа 1938 г. военком 27-го дивизиона подводных лодок 3-й бригады подводных лодок Балтийского флота. С апреля 1939 г. начальник политотдела 3-й бригады подводных лодок КБФ, с февраля 1940 г. начальник политотдела 2-й бригады подводных лодок КБФ, участвовал в советско-финляндской войне. С октября 1940 г. по июнь 1941 г. слушатель Курсов усовершенствования политсостава ВМФ в п. Стрельна Ленинградской области.
Великая Отечественная война
С июня 1941 г. начальник организационно-партийной части политотдела Николаевской военно-морской базы. С июля 1941 г. заместитель начальника 1-го отдела (организационно-инструкторского) политуправления Черноморского флота. Во время обороны Одессы начальник группы контроля при Военном совета ЧФ проявил высокие организаторские способности по обеспечению флота вооружением, боезапасам и и людским пополнением. Принимал непосредственное участие в героической обороне Севастополя. В период первого и второго наступления немцев на Севастополь в ноябре-декабре 1941 г. находился в частях и на кораблях, обеспечивая партийно-политической работой успех боевых операций. Длительное время вёл партийно-политическую работу среди бойцов 80-й бригады морской пехоты. С марта 1942 г. военком эсминца «Беспощадный». С августа 1942 г. военком, а с октября 1942 г. замполит Батумского сектора береговой обороны Потийской военно-морской базы. В это время проводил значительную работу по укреплению линии обороны на советско-турецкой границе. В связи с введением в Вооружённых силах СССР единоначалия и отменой института военных комиссаров переаттестован в конце 1942 г. в звании капитан 1 ранга. С февраля 1943 г. заместитель начальника, а с декабря 1943 г. начальник 1-го отдела (организационно-инструкторского) политуправления Черноморского флота, Принимал участие в подготовке всех десантных операций, сам непосредственно участвовал в Таганрогской и Мариупольской десантных операций и с первой группой катеров зашёл в Мариупольский порт. В период подготовки освобождения Крыма в декабре 1942-январе 1943 г. был на кораблях и в частях Азовской военной флотилии, где учил замполитов и парторгов практике партийно-политической работы и оказал большую помощь партийным организациям, участвовавшим в десантной операции. Участвуя в боевых действиях по захвату румынских и болгарских портов, вместе с личным составом бригады высадился в Варне и Бургасе. Из наградного листа (1945): «Военно-морское дело знает, политически грамотен, над собой работает систематически. Работая в частях, недостатки вскрывает остро и принимает меры к их устранению. Указания в работе выполняет быстро. Морально устройчив».
Послевоенная служба
С марта 1946 г. заместитель начальника политуправления Северо-Балтийского флота. С января 1947 г. заместитель начальника политуправления 8-го ВМФ. С февраля по декабрь 1949 г. проходил обучение на КУПС ВМФ, после чего поступил в распоряжение начальника политуправления флота. С января 1951 г. замполит и начальник политотдела военно-морской базы Порккала-Удд. С октября 1954 г. Член Военного совета Северного тихоокеанского флота. С февраля 1956 г. начальник политотдела, а с октября 1956 г. Член Военного совета Беломорской военной флотилии. С декабря 1956 г. замполит Беломорской военно-морской базы. С 23 марта 1957 г. в отставке по болезни. Умер 13 января 1981 г. в Ленинграде, похоронен на Песочном кладбище (п. Песочный Ленинградской области).

## Воинские звания
- Полковой комиссар[1]
- Капитан 1 ранга — 1942[1]
- Контр-адмирал — 27.01.1951[2]

## Награды
Орден Ленина (1953), Орден Красного знамени (1942, 1949, 1953), Орден Нахимова II степени (1945), Орден Красной звезды (1944), именным оружием (1956), Медаль «За победу над Германией в Великой Отечественной войне 1941—1945 гг.», Медаль «За оборону Кавказа», Медаль «За оборону Севастополя», Медаль «За оборону Одессы».